# ヒルディング・ルーセンベリ
ヒルディング・ルーセンベリ（Hilding Rosenberg、1892年6月21日 - 1985年5月18日）はスウェーデンの作曲家。
ボーショークロステル出身で、オルガン奏者、コンサートピアニスト、音楽教師であったが、1915年にストックホルム音楽院に入学し、エルンスト・エルベリに師事する。他にリッカルド・アンデション、ヴィルヘルム・ステーンハンマルにも師事した。第一次世界大戦後には、ヨーロッパを旅行し指揮者として有名になった。
1932年にはストックホルム王立歌劇場の音楽監督に任命された。14曲の弦楽四重奏曲（1920-1972）と、8曲の交響曲（1917-1974）を作曲したことで知られる。彼に作曲を学んだ人物には、カール・ビルゲル・ブロムダール、イングヴァル・リードホルム、ダニエル・ベルツらがいる。

## 作品

### 歌劇
- 至福の島
- アメリカの旅

### バレエ
- 街のオルフェウス

### 交響曲
- 交響曲第1番
- 交響曲第2番
- 交響曲第3番
- ヨハネ黙示録(交響曲第4番)
- 交響曲第5番
- 交響曲第6番「素朴な交響曲」
- 管楽器と打楽器のための交響曲

### 管弦楽曲
- 白と黒の序曲
- スウェーデン民謡の旋律による組曲
- ルイヴィル協奏曲
- 弦楽のためのレント
- マリオネット序曲
- ベリスラーゲンの情景

### 協奏曲・協奏的作品
- 協奏交響曲
- ピアノ協奏曲第1番
- ピアノ協奏曲第2番
- ヴァイオリン協奏曲第1番
- ヴァイオリン協奏曲第2番
- チェロと弦楽のための小品
- 晩餐の音楽

### 室内楽
- 弦楽四重奏曲第1番
- 弦楽四重奏曲第2番
- 弦楽四重奏曲第3番
- 弦楽四重奏曲第4番
- 弦楽四重奏曲第5番
- 弦楽四重奏曲第6番
- 弦楽四重奏曲第7番
- 弦楽四重奏曲第8番
- 弦楽四重奏曲第9番
- 弦楽四重奏曲第10番
- 弦楽四重奏曲第11番
- 弦楽四重奏曲第12番
- ヴァイオリン・ソナタ第1番
- ヴァイオリン・ソナタ第2番
- チェロ・ソナタ
- 無伴奏フルート・ソナタ
- 五重奏曲
- 6つの楽興の時

### ピアノ曲
- ピアノ・ソナタ第1番
- ピアノ・ソナタ第2番
- ピアノ・ソナタ第3番
- ピアノ・ソナタ第4番
- ソナティナ
- 6つのポリフォニックな練習曲
- 即興曲
- 主題と変奏
- 組曲
- 3つの間奏曲
- 8つの人工的な景色
- 11の小さな講義用習作
- 11の新しい小さな講義用習作

### 合唱曲
- 聖夜
- ヨーゼフと兄弟

### 歌曲
- 14の中国の詩
- 怠け者